# Best in Show
Best in Show är en amerikansk mockumentär från 2000. Filmen är skriven av Christopher Guest och Eugene Levy och regisserad av Christopher Guest.

## Handling
Det är dags för den årliga hundutställningen i Philadelphia. Ett antal mycket skruvade karaktärer reser från olika delar av USA för att delta med sina hundar. Det är buktalarfantasten och lantisen Harlan Pepper (Guest), det omaka, lätt trashiga, paret Fleck: Gerry (Levy) och Cookie (Catherine O'Hara), yuppieparet Meg och Hamilton Swan (Parker Posey och Michael Hitchcock), Scott (John Michael Higgins) och hans älskare Stefan (Michael McKean) och slutligen golddiggern Sheri Ann Ward Cabot (Jennifer Coolidge) och hennes hundtränare Christy (Jane Lynch).

## Rollista
| Jay Brazeau          | – Dr. Chuck Nelken              |
| Parker Posey         | – Meg Swan                      |
| Michael Hitchcock    | – Hamilton Swan                 |
| Catherine O'Hara     | – Cookie Fleck                  |
| Eugene Levy          | – Gerry Fleck                   |
| Carrie Aizley        | – Fern City Show Spectator      |
| Lewis Arquette       | – Fern City Show Spectator      |
| Dany Canino          | – Fern City Show Judge          |
| Bob Balaban          | – Dr. Theodore W. Millbank, III |
| Will Sasso           | – Fishin" Hole Guy              |
| Stephen E. Miller    | – Fishin" Hole Guy              |
| Christopher Guest    | – Harlan Pepper                 |
| Michael McKean       | – Stefan Vanderhoof             |
| John Michael Higgins | – Scott Donlan                  |